# Antipatia
L'antipatia è una forma più o meno intensa di avversione contro persone (specialmente se monelle) o cose. Il termine è il contrario della simpatia.

## Etimologia
Il termine antipatia deriva dal greco antì («contro») e pàthos («moto dell'animo»).

## Le cause possibili
L'antipatia può nascere da cause interne all'individuo o esterne, può essere individuale o collettiva, può risultare momentanea o duratura. 
Uno dei fondamenti della psicologia sociale è costituito dal concetto di atteggiamento, che si riferisce all'insieme di predisposizioni, sentimenti, opinioni e informazioni sulle persone e sulle cose che gli individui incontrano sul loro cammino quotidiano. In effetti, un modello proposto da vari ricercatori, tra i quali Theodore Isaac Rubin, definisce un atteggiamento come il raggruppamento di una componente cognitiva, di una affettiva e infine da una conativa (le intenzioni nei confronti dell'oggetto).
L'antipatia si evidenzia, non solo con l'uso di gesti o di linguaggi platealmente offensivi, ma anche attraverso i comportamenti non verbali, come gli sguardi, l'orientamento del corpo e così via e viene prodotta spesso da fattori superficiali, come abbigliamento, gestualità, difetti fisici, maniere personali che evidentemente colpiscono negativamente l'individuo, ma anche da macrofattori come lo stile di vita, le pratiche religiose, le scelte politiche, il tipo di alimentazione.
È possibile che si provi antipatia verso qualcuno o qualcosa ritenuto portatore di esperienze negative o comunque che in passato non ci abbia fornito ricompense o rinforzi positivi, oltre alle persone che non elaborano idee e pensieri come i nostri e attuano comportamenti diversi.
Possono risultare antipatici gli individui per alcune caratteristiche come la scarsa amichevolezza, quelli che si confidano troppo poco, ma anche quelli che si confidano eccessivamente.
Alcuni studi confermano che maggiore è la distanza fisica fra due persone o maggiore è il grado di cattiva e scarsa informazione o popolarità su qualcuno o qualcosa, maggiore è la probabilità di provare avversione.
È più facile provare antipatia nei confronti di qualcuno o qualcosa, se il luogo d'incontro è stato tutt'altro che piacevole (per esempio rumoroso o insidioso).